# Orquestra Filarmônica de Seul
A Orquestra Filarmônica de Seul foi fundada em 1948 e é a mais antiga e famosa orquestra da Coreia do Sul. Fez sua primeira apresentação no exterior em 1954, no Japão, seguido de apresentações no Sudeste da Ásia (em 1977), nos Estados Unidos (em 1982, 1986 e 1966), uma turnê pela Europa em 1988 e em Pequim em 1997. O atual diretor musical é Myung-Whun Chung.
A Orquestra Filarmônica de Seul foi fundada em Janeiro de 1948. Em Fevereiro de 1948 ela fez seu concerto de inauguração, conduzido pelo maestro Seong-Tae Kim. Em outubro do mesmo ano a Sociedade Filarmônica de Seul foi criada para providenciar suporte para a orquestra.  Atualmente apresenta cem concertos anuais.